# 汶昆縣
汶昆縣是泰國首都曼谷轄下的50個區之一。
汶昆縣與曼谷其他的縣相鄰，分別是：挽卿縣、堪那耀縣、沙攀松縣、挽甲必縣和叻拋縣。

## 概述
汶昆縣總面積為24.311平方公里。根據泰國官方於2017年所作的人口調查數據顯示：居住於汶昆縣的總人口數量為143835人。汶昆縣的人口密度為每平方公里5,916.45人。
汶昆縣縣議會有七名議員，每名議員任期四年。上一次選舉於2010年6月6日舉行。結果是民主黨（泰國）拿下所有席位。